# Livanjski sir

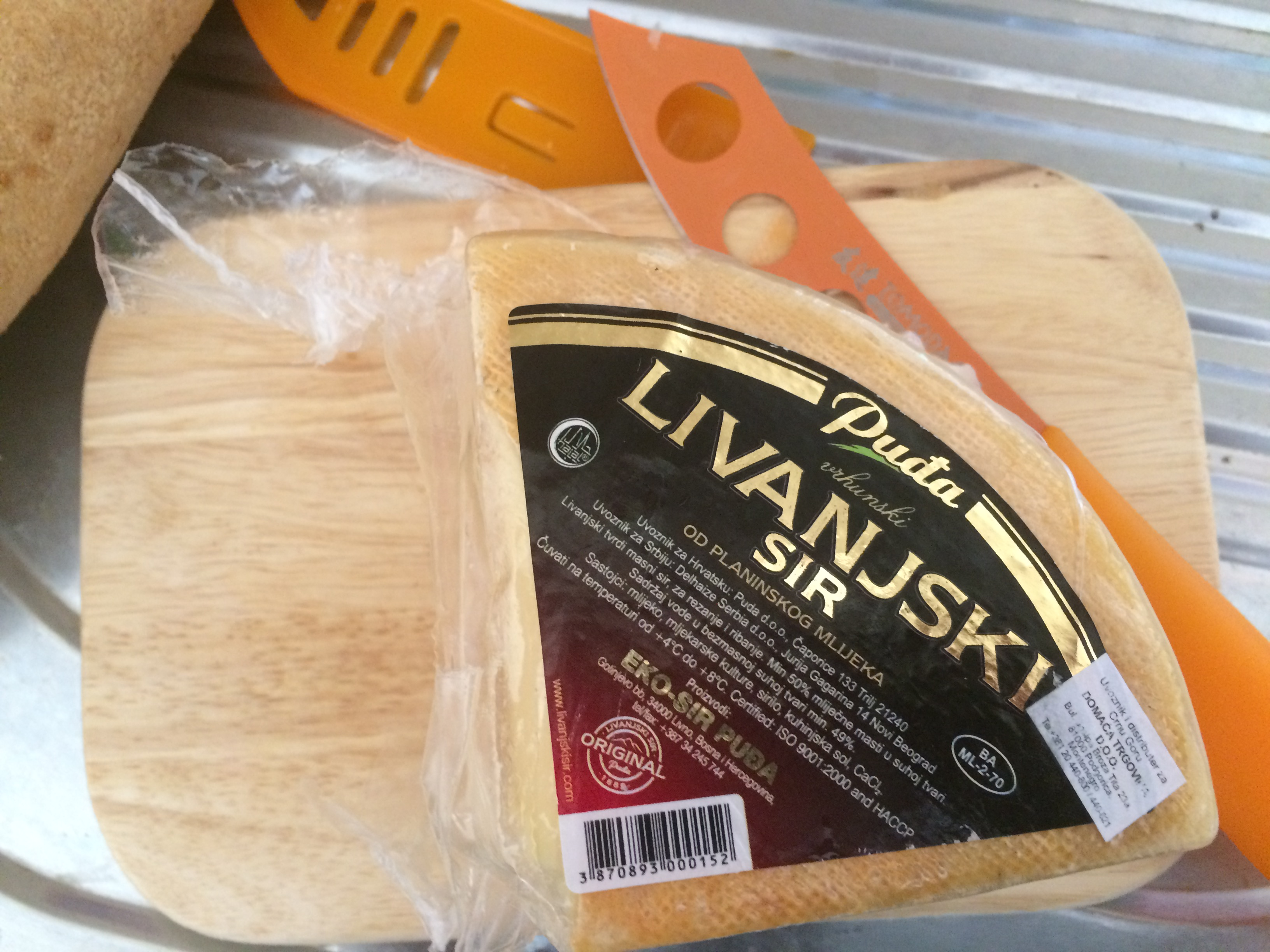
Livanjski sir

Livanjski sir, auch Sir Livada (bosnisch: Livansjki Sir/Ливањски сир), ist ein Käse aus Bosnien und Herzegowina
Er wurde erstmals im 19. Jahrhundert in der Gegend von Livno, Herzegowina hergestellt. Der Käse wird auf der Grundlage der französischen Technologie des Gruyère-Käses hergestellt. Ursprünglich war die Hauptzutat des Käses Schafsmilch. Heute wird der Livanjski sir hauptsächlich aus einer Mischung aus Schaf- und Kuhmilch hergestellt. Seine Reifezeit beträgt zwischen 60 und 66 Tagen in einer kontrollierten Umgebung. Der Geschmack ist robust. Bei älteren Käsesorten ist der Geschmack leicht würzig. Die größten Produzenten sind Mljekara Livno und Lura Dairy d.o.o. Livno mit einer Jahresproduktion von über 500 Tonnen.